# Fórmula 3 Metropolitana
La Fórmula 3 Metropolitana, anteriormente Fórmula Metropolitana, es una categoría argentina de automovilismo de velocidad para monoplazas. Por sus vehículos han pasado competidores que habiéndose consagrado campeones o no de la categoría, han sabido destacarse en categorías superiores de automovilismo a nivel nacional.
Fue creada en el año 2007 bajo el nombre de Fórmula 4 Argentina, como una escisión de la Fórmula Renault Argentina. Sin embargo, debido a conflictos de intereses entre el chasista Tulio Crespi (principal proveedor de chasis para la divisional) y las autoridades del Automóvil Club Argentino, en el año 2008 fue recategorizada como categoría zonal para el área metropolitana de la Ciudad de La Plata en la Provincia de Buenos Aires, pasando a adoptar su denominación actual.
Actualmente, la Fórmula 3 Metropolitana desarrolla sus actividades compartiendo calendario con las categorías TC Pick Up, TC Mouras y TC Pista Mouras de la Asociación Corredores de Turismo Carretera (ACTC). Su fiscalización originalmente estaba a cargo de la Comisión Deportiva Automovilística (CDA), del Automóvil Club Argentino. A partir del año 2024 la fiscalización de las competencias de la F3 Metropolitana pasó a estar a cargo de la Comisión Asesora y Fiscalizadora (CAF) de la ACTC, por intermedio de la Federación Regional de Automovilismo Deportivo Metropolitano (FRAD).

## Historia

### Crónicas previas
En la temporada 2006 de la entonces Fórmula Renault Elf, la categoría presentó una novedad que marcó un quiebre importante en su historia. Tras varios años de trabajo en conjunto, la categoría rescindió el contrato de exclusividad que mantenía con el chasista y carrocero Tulio Crespi, abriendo la convocatoria a nuevos preparadores para la presentación de nuevos bastidores para equipar a la categoría. En ese sentido, además de Crespi, otro preparador que presentó su propuesta fue Héctor Pérez, quien consiguió homologar para la categoría su novedoso chasis, al cual bautizó simplemente como "Tito", en alusión a su hipocorístico. En esta temporada, si bien los chasis Tulia fueron mayoría respecto a los Tito, la paridad entre ambas opciones de chasis fue la mejor, sin que ninguna se saque ventaja respecto a la otra. En esta temporada, Mariano Werner alcanzó el primero de sus dos campeonatos de Fórmula Renault al comando de un Tulia, pero a pesar de seguir manteniendo intacta su eficiencia, las autoridades de APEFA tomaron la decisión de celebrar un nuevo contrato de exclusividad, pero con Héctor Pérez, dejando a Tulio Crespi fuera de la categoría tras 43 años de trabajo conjunto. Aquella decisión provocó el descontento de Crespi, quien emitió un enérgico comunicado contra las autoridades de APEFA y de la CDA, por no brindar respaldo a su trabajo.

### Nace la Fórmula 4 Argentina
A pesar de la decisión tomada por la CDA de renovar a la Fórmula Renault Argentina, el mismo ente decidió preparar para el año 2007 el lanzamiento de una nueva divisional de fórmulas, reciclando el parque automotor formado por los chasis Tulia, pero reduciendo la potencia de sus plantas impulsoras con respecto a la Fórmula Renault oficial. De esta forma, APEFA celebró un nuevo contrato con Crespi para la preparación y armado de coches, renovando el vínculo con Renault para la provisión de motores. Asimismo, la CDA concretó finalmente la homologación de la nueva categoría, siendo esta presentada bajo el nombre de Fórmula 4 Argentina. Con respecto a los impulsores que equiparon a la nueva divisional, estos fueron los mismos que equipaban a la Fórmula Renault 1.6 (categoría con apoyo oficial de Renault) siendo ellos los Renault K4M de 1600 cm³, pero recibiendo una reducción en su potencia a fin de convertir a esta en una división inferior dentro del cronograma de Fórmula Renault. Asimismo, la categoría fue presentada para compartir el calendario junto a su hermana mayor y junto al Turismo Competición 2000, categoría que siempre fue acompañada por la FRA. Sin embargo, las actividades de la F4A se llevaban adelante los días sábados, a diferencia de la FRA que ocupaba la jornada del domingo junto al TC 2000.

### Conflicto en puerta
Las actividades de la Fórmula 4 Argentina tuvieron su inicio el 14 de abril de 2007 y tal como se había acordado, su carrera final tuvo lugar en la jornada sabatina del fin de semana del 13 al 15 de abril de ese año. Su bautismo de fuego fue en el Autódromo Ezequiel Crisol de la localidad de Bahía Blanca, donde el piloto Chileno Pablo Leal Vallejos se llevaría un triunfo contundente. Las actividades de la F4A, se llevarían a cabo con suma normalidad en las fechas siguientes, llegando a realizarse un total de 9 competencias, en las cuales al cabo de las mismas, el propio Pablo Leal tendría el honor de consagrarse como su primer campeón, obteniendo el título en forma anticipada. 
Sin embargo, lo que parecía que iba a ser la continuidad de un exitoso proyecto, se terminaría convirtiendo en un bochornoso caso de cajoneo, que casi termina con las actividades de la divisional. En efecto, las participaciones de la Fórmula 4 Argentina estaban supeditadas a autorizaciones emitidas por parte del ente administrador del Turismo Competición 2000, que en ese entonces estaba a cargo de la empresa Automóviles Deportivos 2000, quienes tras la realización de la novena fecha de la temporada, no renovarían aquel permiso para continuar acompañando al TC 2000 y sus categorías teloneras, provocando de esta forma el cese anticipado de las acciones y el final de la F4A.

### Resurgimiento y redenominación
A pesar de la decisión de AD 2000 de suspender el acompañamiento de la Fórmula 4 Argentina en sus actividades, por lo que restaba del año 2007, tanto APEFA como la CDA del Automóvil Club Argentino buscarían dar una solución a esta situación, a fin de poder continuar con las actividades de la Fórmula 4 Argentina. Finalmente, la solución llegaría de forma rápida gracias a la gestión de la APEFA con el Automóvil Club de La Plata para la creación de una nueva categoría. De esta forma, en el año 2008 vería la luz la Fórmula Renault Metropolitana, la cual pasaba a recategorizarse como una categoría zonal, fiscalizada a partir de ese año por la CDA del ACA, a través de la Federación Regional de Automovilismo Deportivo Metropolitano (FRAD). Asimismo, la organización de sus campeonatos sería delegada al Automóvil Club de La Plata (concesionario del Autódromo Roberto Mouras de dicha ciudad), bajo la responsabilidad de APEFA.

### Actualidad
Tras el acuerdo celebrado entre APEFA y la FRAD, la Fórmula Metropolitana pasaría a compartir su calendario automovilístico con las divisionales TC Pista Mouras y TC Mouras de la Asociación Corredores de Turismo Carretera. La práctica de estas actividades se mantendría firme hasta el día de hoy, sirviendo al mismo tiempo la Fórmula Metropolitana como una divisional de aprendizaje, para iniciarse en la conducción de un automóvil de las divisionales inferiores de la ACTC. A su vez, debido a la llegada de las transmisiones televisivas a las actividades del TC Mouras y TC Pista Mouras, tanto estas categorías como la Fórmula Metropolitana comenzarían a gozar de una mayor popularidad, llegando las noticias de sus actividades a los miles de televidentes aficionados, repartidos en toda la República Argentina.
En marzo del 2024, tanto la Federación Metropolitana como su federación hija, la FRAD Mar y Sierras, comunicaron la decisión de dejar la Comisión Deportiva Automovilística del ACA para acercarse a la ACTC. Oscar Milani, presidente de la FRAD aclaró que la decisión de dejar la CDA fue motivada por “no estar de acuerdo con las últimas decisiones adoptadas por esa entidad, en relación a las categorías de automovilismo de nuestras federaciones”. De esta manera, la F3 Metropolitana pasó a ser fiscalizada por la Comisión Asesora y Fiscalizadora (CAF) de la ACTC.
- [5]

## Pilotos surgidos de la Fórmula Metropolitana
Desde sus inicios en el año 2007 como Fórmula 4 Argentina, por la Fórmula Metropolitana han competido distintos corredores, con actualidad dentro de las categorías nacionales del automovilismo argentino. De la misma, han surgido pilotos quienes hayan sido campeones o no de esta divisional, han sabido expresar sus conocimientos adquiridos, compitiendo en divisionales mayores con marcado éxito. Tales son los casos del único campeón de la F4A Pablo Leal, pasando por otros campeones como Alan Castellano, Emiliano González, Hernán Bueno, o Martín Vázquez entre otros. Asimismo, otra gran camada de pilotos que surgieran de las filas de esta divisional conseguiría destacarse a nivel nacional, tales los casos de Gonzalo Perlo (subcampeón 2007 y campeón 2008 de la Top Race Junior), Gastón Crusitta (subcampeón 2008 y campeón 2011 de TC Mouras), Pablo Costanzo (subcampeón 2010), Lucas Colombo Russell (subcampeón 2011), Alan Ruggiero (campeón 2013 de TC Mouras), y Marcos Landa (campeón en 2018 y múltiple triunfador en el Turismo Carretera).
Por otra parte, el máximo triunfador hasta el momento es el piloto Martín Vázquez, campeón 2013 de la especialidad.

### Campeones
| Año     | Campeón             | Ref.   |
| ------- | ------------------- | ------ |
| 2007    | Pablo Leal          |        |
| 2008    | Alan Castellano     | [ 7 ]  |
| 2009    | Emiliano González   | [ 8 ]  |
| 2010    | Lucas Alonso        | [ 9 ]  |
| 2011    | Hernán Bueno        | [ 10 ] |
| 2012    | Enzo Pieraligi      | [ 11 ] |
| 2013    | Martín Vázquez      | [ 12 ] |
| 2014    | Denis Martin        | [ 13 ] |
| 2015    | Víctor Gómez        | [ 14 ] |
| 2016    | Ricardo Degoumois   | [ 15 ] |
| 2017    | Lucas Rossomanno    | [ 16 ] |
| 2018    | Marcos Landa        | [ 17 ] |
| 2019    | Esteban Mancuso     | [ 18 ] |
| 2020/21 | Esteban Mancuso     | [ 19 ] |
| 2022    | Juan Pablo Guiffrey | [ 20 ] |